# 安藤正俊
安藤 正俊（あんどう まさとし、1946年2月14日 - 2008年8月20日）は、日本の元サッカー選手。現役時代のポジションはミッドフィールダー。

## 経歴・人物
千葉県出身。長生高、立教大学を経て、日本サッカーリーグの藤和不動産サッカー部/フジタ工業クラブサッカー部（湘南ベルマーレの前身）でプレーした。
立教大学で同世代の釜本邦茂、細谷一郎らが率いた早稲田大学ア式蹴球部と対峙した後、新興チームの藤和不動産サッカー部に入団（日立製作所本社サッカー部への入団が決まっていたが、留年で反故にしたという逸話もある）。主将としてHB（ハーフバック、現在のボランチ）の位置からゲームをコントロールし、チームを栃木県リーグから日本サッカーリーグに押し上げる原動力となった。
1976年、チームがフジタ工業に移行した後に、郡山義治と共に引退し、社業に専念することとなった。
引退後はチームメイトであったセルジオ越後のさわやかサッカー教室を支援し、フットサルの前身となるサロンフットを全国に展開した。
2008年8月20日に肝臓カルチノイドで死去。

## 所属クラブ
- 千葉県立長生高等学校
- 立教大学
- -1975年 藤和不動産サッカー部/フジタ工業クラブサッカー部

## 個人成績
| 国内大会個人成績 | 国内大会個人成績 | 国内大会個人成績 | 国内大会個人成績 | 国内大会個人成績                       | 国内大会個人成績          | 国内大会個人成績 | 国内大会個人成績 | 国内大会個人成績 | 国内大会個人成績 | 国内大会個人成績 | 国内大会個人成績 |
| 年度             | クラブ           | 背番号           | リーグ           | リーグ戦                               | リーグ戦                  | リーグ杯         | リーグ杯         | オープン杯       | オープン杯       | 期間通算         | 期間通算         |
| 年度             | クラブ           | 背番号           | リーグ           | 出場                                   | 得点                      | 出場             | 得点             | 出場             | 得点             | 出場             | 得点             |
| 日本             | 日本             | 日本             | 日本             | リーグ戦                               | リーグ戦                  | JSL杯            | JSL杯            | 天皇杯           | 天皇杯           | 期間通算         | 期間通算         |
| ---------------- | ---------------- | ---------------- | ---------------- | -------------------------------------- | ------------------------- | ---------------- | ---------------- | ---------------- | ---------------- | ---------------- | ---------------- |
| 1972             | 藤和             |                  | JSL1部           |                                        |                           | -                | -                |                  |                  |                  |                  |
| 1973             | 藤和             |                  | JSL1部           |                                        |                           |                  |                  |                  |                  |                  |                  |
| 1974             | 藤和             |                  | JSL1部           |                                        |                           | -                | -                |                  |                  |                  |                  |
| 1975             | 藤和/フジタ      |                  | JSL1部           |                                        |                           | -                | -                |                  |                  |                  |                  |
| 通算             | 日本             | 日本             | JSL1部           | 53                                     | 5\|\|\|\|\|\|\|\|\|\|\|\| |                  |                  |                  |                  |                  |                  |
| 通算             | 日本             | 日本             | 関東             | \|\|\|\|colspan="2"\|-\|\|\|\|\|\|\|\| |                           |                  |                  |                  |                  |                  |                  |
| 通算             | 日本             | 日本             | 栃木県           | \|\|\|\|colspan="2"\|-\|\|\|\|\|\|\|\| |                           |                  |                  |                  |                  |                  |                  |
| 総通算           | 総通算           | 総通算           | 総通算           | \|\|\|\|\|\|\|\|\|\|\|\|\|\|           |                           |                  |                  |                  |                  |                  |                  |

日本サッカーリーグ以降。